# Skalica
Skalica é uma cidade da Eslováquia, situada no distrito de Skalica, na região de Trnava. Tem 60,01 km² de área e sua população em 2019 foi estimada em 15.022 habitantes.

## Demografia
| Ano:        | 1994   | 2004   | 2014   | 2024   |
| ----------- | ------ | ------ | ------ | ------ |
| Broj ljudi: | 14 916 | 14 984 | 14 749 | 15 440 |
| Razlika:    |        | +0,45% | -1,56% | +4,68% |

| Ano:               | 2023   | 2024   |
| ------------------ | ------ | ------ |
| Número de pessoas: | 15 461 | 15 440 |
| Diferença:         |        | -0,13% |